# Говедарство
Говедарство је најважнија грана сточарства. Обухвата узгој говеда, бикова, јакова и зебуа. Даје важне производе, попут меса, млека, коже, длаке и др.
Најповољнији услови за развој ове гране су првенствено простране ливаде и пашњаци. Може се издвојити као: млечно, млечно-месно и месно говедарство.
Као још један додатни продукт ове гране сточарства јавља се и стајско ђубриво.
Многе индустријске гране су повезане са говедарством као: прехрамбена индустрија (прерада меса и млечних производа), модна индустрија (израда одеће и обуће од коже).
Крава је основа производње. Она биљну храну прерађује у месо и млеко. Бик биљну храну прерађује у месо. Теле је потомак краве, и јако је битан за будућу производњу млека и меса.
По броју говеда се истичу следеће државе: Индија, Русија, САД, Кина, Аргентина и др.

## Класификација
Постоје разне класификације говеда, на основу различитих критеријума. Један од критеријума је конституција . Значај ове класификације је у томе што се на основу конституције може предвидети које врсте говеда се лакше и брже могу прилагодити различитим спољашњим факторима. На основу спољашњег изгледа и грађе тела вршена је класификација на основу конституције.

### Типови конституције по Кулешову
Постоје четити основна типа конституције(по Кулешову):
1. Груба -Овај тип конституције карактерише снажан костур, снажан мишићни систем, али мало развијен. Длака им је дуга и груба. Овој конституцији припадају примитивне расе, као што су: подолско говече, колубарско говече и домаћа буша.
2. Снажна - Имају хармонично развијене делове тела, глава је средње величине, труп је складно развијен у односу на задњи део тела, ноге снажне, кожа средње дебљине, обрасла густом длаком. Имају дуг животни век. У ову групу се убрајају: Домаће шарено говече, домаћи сименталац
3. Фина - Глава ових говеда је мала, танак врат, грудни кош развијен по дубини, снажно су им развијене млечне жлезде. Костур је танак и чврст кожа танка и еластична и обрасла нежном длаком. Мање су отпорне, и захтевају посебне услове смештаја и неге. У ову расу се убраја џерзеј раса говеда. У оквиру фине конституције, јавља се још једна варијанта под називом префињена . Карактеристична је по нежној грађи. Биолошки су неотпорне, па им је знатно смањена репродуктивна способност.
4. Лимфатична - Карактеристична је за животиње за тов. Имају кратак и широк врат, кратку и широку главу и развијено мишићно ткиво. Нарочито су им развијене груди и сапи. Кожа им је мека и дебела због развијеног поткожног ткива. У ову групу се убрајају: шортхорн и херефорд.

### Типови конституције по Дирсту
По Дирсту постоје два типа конституције:
1. Респираторни - Има дуг, дубок и узан грудни кош. Тело им је клинастог облика, предњи део им је мање развијен од задњег. Због развијености млечних жлезда, овај тип је специјализован за производњу млека. Карактеристичан је за планинска подручја.
2. Дигестивни - Говеда имају цилиндрични облик тела, пропорцијално развијен. Карактеристична има је раностасност, па се углавном производе у сврху производње меса.

## Типови говеда

### Радни
Карактеристика овог типа је груба конституција. То су крупна говеда, настала у екстензивним условима пољопривреде. Имају снажан костур и јаке мишиће, а млечност им је мала.
Представник овог типа је подолско говече, колубарско говече чији се број говеда знатно смањује.

### Комбиновани
Настао од радног говечета, када је потреба за производњу млека и меса била већа. Говеда овог типа су складније грађе, дугог века коришћења и снажне конституције.
Овај тип говеда је најраспрострањенији у нашој земљи. Ту се убрајају сименталско говече и домаће шарено.

### Млечни
Настао је дугогодишњом селекцијом великог броја генерација.Овај тип има специфичну грађу тела.Припада финој конституцији, са изразито развијеним задњим делом сапи, као подлога млечној жлезди(виме).Користи се за интензивну производњу млека.
Представник овог типа је група црно-белих (фризијска раса) говеда.

### Товни
Настао од комбинованог типа применом селекције према спољашњем изгледу. Карактерише их развијен труп, са добро развијеним вратом, грудним кошем, дугим леђима. Облик тела им је ваљкаст, ноге кратке. Месо је квалитетно. Млечност крава овог типа је ниска, краве товних раса се не музу, а млеко се користи само за отхрањивање телади.
Представник овог типа је енглеска товна раса (шортхорн).

## Статистика
Године 1990. глобално је произведено 479.164.095 l млека, док је 2004. произведено 515.837.000 l. У споменутим годинама у Европи је произведено 168.752.932 l односно 155.584.900 l. Од 1990. до 2004. забележен је пад у производњи млека у Европи.
Године 1990. глобално је произведено 53.432.841 kg меса, док је 2004. произведено 58.702.028 kg. У споменутим годинама у Европи је произведено 11.253.484 kg односно 8.721.702 kg меса.